# Sierra de Chiva
La Sierra de Chiva es un paraje natural municipal con una superficie de más de 5500 ha que se localiza en el término municipal de Chiva, en la provincia de Valencia (España).

## Descripción
El paraje se ha visto afectado por diversos incendios forestales en las últimas décadas.

### Flora y fauna
La vegetación desarrollada tras los incendios es pirofítica, aunque la regeneración natural ha recuperado diversas especies de arbolado como el pino carrasco, la carrasca, el fresno de flor, este último en umbrías y fondos de barranco. Uno de los aspectos más importantes a nivel de fauna son las aves cabe destacar especialmente las rapaces como el águila perdicera, el aguilucho cenizo y el halcón peregrino, así como los quirópteros en cuevas y oquedades, destacando hasta 6 especies incluidas en la categoría de vulnerables en el Catálogo Valenciano de Fauna Amenazada, y el murciélago de herradura mediano en peligro de extinción.

### Patrimonio histórico-cultural
En el paraje natural municipal existen diversos yacimientos y restos arqueológicos y etnológicos: el puntal de Charnera, el Castillejo, la cueva de Vacas, la cueva del Sapo, el abrigo de la Peña Roya, la cueva Roya, la fuente dels Conills y el puntal de Calles. Existen bienes de interés cultural y Patrimonio de la Humanidad como el conjunto de pinturas rupestres de la cueva de la Alhóndiga, la cueva del Barranco Grande y la cueva de la Cofia, además de los bienes etnológicos de las cuevas de Charnera y Morea y la Plaza de Toros o descansadero de los Morrongos, por último destacar la Nevera de Chiva, protegida como un bien de relevancia local.